# راينير الكانتارا
راينير الكانتارا هو لاعب كرة قدم كوبي في مركز الهجوم، ولد في 14 يناير 1982 في بينار ديل ريو في كوبا. شارك مع منتخب كوبا لكرة القدم. أما مع النوادي، فقد لعب مع FC Pinar del Río ‏.

## وصلات خارجية
- راينير الكانتارا على موقع قاعدة بيانات كرة القدم.إي يو (الإنجليزية)
- راينير الكانتارا على موقع ناشيونال فوتبول تيمز (الإنجليزية)
- راينير الكانتارا على موقع Soccerway.com (الإنجليزية)